# DynaDrive
DynaDrive - system mocowania pedałów w korbach opatentowany przez Shimano i stosowany w pierwszej połowie lat 80. XX wieku. Gwint DD miał rozmiar 1″ × 24 TPI, czyli większy niż standardowy 9/16″. Było to spowodowane przeniesieniem łożysk do gniazd korb, dzięki czemu pedały nie miały tradycyjnych osi przechodzących przez całą platformę. Według Shimano takie rozwiązanie zmniejszało opory aerodynamiczne i zwiększało efektywność pedałowania dzięki umieszczeniu stóp w osi obrotu pedałów.